# ابن قاسم التميمي
أبو عبد الله محمد بن قاسم بن عبد الرحمن بن الكريم التميمي الفاسي (ولد في فاس ما بين 1140 و1145، 535و540 هـ) الشهير ابن قاسم التميمي هو عالم حديث مغربي وصاحب كتاب المستفاد في مناقب العباد بمدينة فاس وما يليها من البلاد، وتتلمذ على يده محي الدين بن عربي ويشير إليه الشيخ الأكبر في مؤلفاته.
يحتوي هذا الكتاب على 81 سيرة لقديسين مغاربة. ألف فهرسة اسمها النجم المشرقة دون فيها أسماء علمائه والأعمال التي درسها على أياديهم. وتتلمذ على يد شعيب أبو مدين.